# Perhutani
Perum Perhutani est une entreprise d'État en Indonésie qui a le devoir et l'autorité de planifier, gérer, exploiter et protéger les forêts dans sa zone de travail. En tant qu'entreprise publique, Perum Perhutani s'efforce de fournir des services d'intérêt public et en même temps de générer des bénéfices sur la base des principes de gestion d'entreprise. Perum Perhutani a été créé sur la base du règlement gouvernemental (Peraturan Pemerintah, PP) numéro 15 de 1972, puis modifié par le PP numéro 2 de 1978 afin que son existence et ses activités soient rétablies sur la base du PP numéro 36 de 1986 et du PP numéro 30 de 2003. À l'heure actuelle, la base juridique régissant Perum Perhutani est le PP numéro 72 de 2010.
Perum Perhutani couvre toutes les zones forestières d'État dans les provinces de Java central, de Java oriental, de Java occidental et de Banten, à l'exception des zones forestières de conservation. La superficie forestière totale gérée par Perum Perhutani est de 2 566 889 ha, soit 1 454 176 ha de forêt de production (57%), 428 795 ha de forêt de production limitée (16%) et forêt de protection de 428 795 ha.

## Gestion
Le commissaire Perum Perhutani est composé de 5 personnes, le président du conseil de surveillance étant Hadi Daryanto. L'actuel président directeur de Perum Perhutani est Wahyu Kuncoro.
La région de Perum Perhutani est divisée en 3, à savoir  la division régionale de Java central, la division régionale de Java oriental et la division régionale de Java occidental et Banten. Après la transformation qui a été effectuée activement en 2010, Perhutani divise désormais ses unités organisationnelles en divisions, y compris la division commerciale (division commerciale du bois, division de l'industrie du bois, division de la térébenthine colophane, dérivé et huiles d'eucalyptus, division du tourisme et de l'agro-industrie, division de l'utilisation et de la gestion des actifs). Chaque unité est dirigée par un chef de division.
| Unité de travail                                | La province             | Nombre de KPH |
| ----------------------------------------------- | ----------------------- | ------------- |
| Division régionale de Java central              | Java central            | 20            |
| Division régionale de Java oriental             | Java Est                | 23            |
| Division régionale de Java occidental et Banten | Java occidental, Banten | 14            |

KPH = Kesatuan Pengelolaan Hutan, Unité de gestion forestière
En outre, pour les activités de planification des ressources forestières, 13 sections régionales de planification forestière (PHW) ont été constituées, comprenant 4 PHW dans la division régionale de Java central, 5 PHW dans la division régionale de Java oriental et 4 PHW dans la division régionale de Java occidental et Banten. Pour mener à bien ses activités, Perhutani dispose également de 13 unités commerciales indépendantes (KBM).
Perum Perhutani possède un Centre de recherche et développement pour les ressources forestières à Cepu, Blora, Java central et un Centre pour l'éducation et le développement des ressources humaines (Pusdikbang SDM) à Madiun, Java oriental.

## Filiale
Perum Perhutani possède des filiales, à savoir PT Perhutani Alam Wisata, qui gère les entreprises touristiques, et PT Perhutani Anugerah Kimia, qui s'occupe du traitement du colophane et de la térébenthine.

## Affaires

### Voyage
En plus de l'industrie du bois, Perhutani tire également un revenu décent du tourisme, tel qu'obtenu par Perhutani Unit III, West Java et Banten. En 2011, ils ont engrangé un revenu de 42 milliards de roupies indonésiennes (2010: Rp.15 milliards) dont Rp.34 milliards ont été obtenus auprès de 8 principales attractions touristiques.
Les huit principales attractions touristiques sont: 
- Kabupaten de Bandung: Kawah Putih, Patuha Resort, Cimanggu, Rancaupas et Cibolang Hot Springs
- Kabupaten de Bogor : zone touristique de Cilember et élevage de cerfs de Cariu
- Kabupaten de Subang : Blanakan Tourism Area

### Agroforesterie
Perum Perhutani travaillera en étroite collaboration avec le gouvernement provincial de Java-Ouest pour développer l'agroforesterie ou les zones d'utilisation forestière intégrée à Java-Ouest. Ce programme est réalisé comme un effort pour améliorer le bien-être de la communauté autour de la zone forestière et des efforts pour sauver le bassin versant de Java Ouest afin qu'il reste vert.

### Papua Sagou
Perum Perhutani a achevé un projet d'usine de sagou dans le district de Kais, Sorong, qui est construit depuis 2013. Le directeur de Perum Perhutani, Mustoha Iskandar, a déclaré que la valeur d'investissement de l'usine de sagou a atteint Rp150 milliards et généré des revenus pour la société de Rp100 milliards par an. La plus grande usine de sagou de Papouasie emploie 40 personnes dans l'usine et 400 à 600 personnes dans la forêt de sagoutier. Dans sa production, Perhutani achètera des troncs de sagoutier pour Rp 9,000 par action en fonction de la qualité de l'arbre.

## Référence
1. ↑  « Kawah Putih Sumbangkan Pemasukan Rp 11 M Bagi Perhutani », 5 janvier 2012
2. ↑  /http://nasional.republika.co.id/berita/nasional/pemprov-jabar/16/01/13/o0vfqs359-hijaukan-jabar-perhutani-gandeng-pemprov
3. ↑  (id) « Total Investasi Pabrik Sagu Perhutani di Sorong Mencapai Rp 150 Miliar », sur KOMPAS.com (consulté le 8 septembre 2020).